# شهرستان تورکانا
شهرستان تورکانا (به لاتین: Turkana County) یک سکونتگاه مسکونی در کنیا است.

## خصوصیات
شهرستان تورکانا ۷۱٬۵۹۷٫۸ کیلومترمربع مساحت و ۸۵۵٬۳۹۹ نفر جمعیت دارد و ۱٬۱۳۸ متر بالاتر از سطح دریا واقع شده‌است.